# Serrières-en-Chautagne
Serrières-en-Chautagne é uma comuna francesa na região administrativa de Auvérnia-Ródano-Alpes, no departamento de Saboia. Estende-se por uma área de 16,04 km². Em 2010 a comuna tinha 1 209 habitantes (densidade: 75,4 hab./km²).